# Serafino Sordi
Serafino Sordi (Centenaro di Ferriere, 3 febbraio 1793 – Verona, 17 maggio 1865) è stato un gesuita, filosofo e scrittore italiano.

## Biografia
Terzo di otto figli (7 maschi e 1 femmina) di Agostino Sordi e Giovanna Taschieri, si fece religioso nella Compagnia di Gesù e ben quattro dei suoi fratelli seguirono il suo esempio.
Nel 1806 a 13 anni entrò nel seminario di Piacenza, dove frequentò le classi ginnasiali. Nel 1811 vinse il concorso per l'ammissione al Collegio Alberoni di Piacenza, dove rimase fino al 1813, quando fu costretto a lasciare per motivi di salute. Nel 1814 rientrò in seminario e, sotto la guida del canonico Vincenzo Buzzetti, approfondì il pensiero di San Tommaso la cui filosofia era andata in disuso (s’insegnava la filosofia del secolo: Sarti, Soave, Draghetti, Condillac, Wolfe, Storkenau).
Nel 1816, a 23 anni, divenne sacerdote ed entrò nella Compagnia di Gesù appena ricostituita, fece il noviziato nella Casa di Sant'Ambrogio a Genova, dove incontrò padre Luigi Taparelli D'Azeglio che attraverso i colloqui con il Sordi conobbe e stimò la filosofia di San Tommaso, di cui prima aveva sentito parlare con disprezzo e incominciò a rivedere la sua formazione filosofica.
Nel 1819 divenne insegnante di filosofia nel Collegio di Ferrara e nel 1823 passò a Reggio Emilia come insegnante di logica, metafisica ed etica e con la carica di prefetto della biblioteca civica. A Reggio Emilia si distinse e acquistò stima e fama tanto che il padre Generale della Compagnia Luigi Fortis lo propone al padre Pavani, provinciale d'Italia, come professore di logica nel Collegio Romano. Il Pavani, però pregò il padre Generale di desistere dal suo proposito per motivi di opportunità “si leverebbe un gran rumore tra i professori del Collegio Romano……….tanta è la prevenzione contro il padre Sordi perché tomista.”
Dal 1829 al 1834 venne mandato a Modena, al collegio San Bartolomeo, come professore di logica, metafisica ed etica. Qui, ispirandosi ai rivolgimenti culminati con la cattura di Ciro Menotti, pubblicò l'opuscolo “Catechismo delle rivoluzioni”. In questi anni strinse amicizia con il gesuita Giuseppe Pecci. Attraverso quest'amicizia padre Serafino potrà esercitare il suo influsso anche su suo fratello, cardinale Gioacchino Pecci che, divenuto poi Papa, con l'Enciclica Aeterni Patris proporrà a tutte le scuole cattoliche le dottrine di San Tommaso d'Aquino.
Nel 1834 venne inviato a Forlì e poi a Spoleto dove insegnò teologia morale. Nel 1836 venne nominato Rettore del Collegio di Orvieto.
Nel 1840 ritornò a Modena come Rettore; carica che esercitò per tre anni, e poi rimase ancora a Modena come Ministro e Padre Spirituale degli alunni.
Nel 1846 fu nominato Rettore del Collegio San Pietro di Piacenza, dove già dal 1839 era stato aperto anche l'Aloisianum – Istituto di formazione filosofica per giovani gesuiti dell'area Lombardo Veneta. Nel 1848, padre Serafino era ancora a Piacenza, quando il Collegio venne preso d'assalto dai rivoluzionari: “Scoppiarono allora alte grida di – Abbasso i gesuiti. Morte ai gesuiti. Morte - e qui aggiungevano i nomi or dell'uno or dell'altro Padre del collegio …… ”. Così si legge nel racconto di padre Lombardini, testimone oculare degli avvenimenti.
Nel 1851 il P. Generale Jan Roothaan lo chiamò a Roma, desideroso di vedere finito un testo di filosofia che padre Serafino doveva realizzare insieme a padre Carminati.
Nel 1852 fu nominato Preposto della Provincia Romana fino al 1856. Padre Serafino governò quella Provincia con rara prudenza e grande spirito di bontà.
Nel 1859 passò al Collegio degli scrittori della Civiltà Cattolica con l'incarico di scrittore e padre spirituale della comunità. Contribuì in questi tre anni al fiorire della rivista componendo con padre Taparelli una serie di articoli.
Nel 1863 fu chiamato all'Aloisianum di Verona come Prefetto degli studi dei giovani religiosi che qui studiavano filosofia. A Verona cessò di vivere per malattia cardiaca il 17 maggio 1865.

## Pensiero
Padre Serafino Sordi fu uno dei più insigni rappresentanti del neotomismo, il movimento di rinnovamento della filosofia di San Tommaso, che, partito dal seminario di Piacenza con il canonico Vincenzo Buzzetti, si diffuse in tutta l'Italia tramite i fratelli Serafino e Domenico Sordi, alunni dello stesso Buzzetti. I due fratelli, entrati nella Compagnia di Gesù, vi portarono il rinnovamento tomista, cioè le grandi idee di San Tommaso studiate e sviluppate ai fini di rispondere agli interrogativi più profondi dell'uomo moderno.
L'azione di padre Serafino in favore del neotomismo fu particolarmente efficace per gli incarichi prestigiosi a lui affidati, per il suo insegnamento presso numerosi Collegi dove i suoi scritti di filosofia, trascritti, venivano usati come testo; inoltre molte delle persone da lui avviate allo studio di San Tommaso sono state i protagonisti del rinnovamento tomista e i diretti collaboratori nella preparazione dell'enciclica "Aeterni Patris" in cui il papa Leone XIII esorta a rimettere in uso la sacra dottrina di San Tommaso e a propagarla il più largamente possibile. 
Il fratello di Serafino, padre Domenico Sordi, diffuse il tomismo nella provincia napoletana, dove operò dal 1822 al 1860 in varie città (Napoli, Lecce, Maglie, Salerno, Sora, Arpino, Andria). Al Collegio Massimo di Napoli fu collaboratore di P. Luigi Taparelli D'Azeglio promuovendo la diffusione della filosofia di San Tommaso fra gli alunni, alcuni dei quali furono protagonisti del rinnovamento della cultura cattolica dell'800; fra questi va ricordato P. Carlo Maria Curci cofondatore della rivista “La Civiltà Cattolica”, che descrive il suo insegnante con dovizia di particolari nelle sue “Memorie” e P. Matteo Liberatore, cofondatore del periodico “Scienza e Fede”, redattore di “La Civiltà Cattolica” e uno degli estensori dell'enciclica Rerum Novarum di Leone XIII.

## Opere

### Opere edite
- Appendice al capitolo XII del Catechismo del senso comune” del Rorbacher – L'Amico d'Italia vol. XI, 1827, (manoscritto originale presso la biblioteca universitaria di Genova).
- Theses ex universa Philosophia, Parma 1829
- Catechismo delle Rivoluzioni – Modena, Soliani 1832, pp. 31
- Lettere intorno al Nuovo saggio sull'origine delle idee dell'Abate Antonio Rosmini Serbati – Modena, Vincenzo Rossi 1843, pp. 104
- I primi elementi del sistema di V. Gioberti dialogizzati tra lui e un lettore dell'opera sua –Bergamo, Natali 1849,
- Allocuzione di N. S Papa Pio IX- del 20 aprile 1849, con in fine esposizione della materia a modo di catechismo, del prof S. S. - Roma, Tip. Apostolica 1850 pp. 90
- I misteri di Demofilo per S. S. Professore di filosofia – Torino Castellazzo e De Gaudenzi , 1850, pp. 79
- Circolare del R. P. Provinciale Serafino Sordi ai Superiori della Provincia Romana –Roma, Civ. Cattolica 1854, pp. 12
- De studio Theologiae in nostra societate –Roma, Civ. Cattolica 1854
- Recensione all'opuscolo di Giacomo Oddo “l'Indipendenza, il Cattolicesimo e l'Italia, Milano 1859” Roma, Civ, Cattolica 3 dicembre 1859, pag. 587-596
- La libertà al tribunale della ragione – Roma, Civ. Cattolica 21 luglio 1860, pag. 145-168
- Se per essere indipendenti abbisogna che il Papa abbia il potere temporale. Di un sacerdote cattolico – Roma Civ. Cattolica 21 luglio 1860, pag. 207-222
- Il movimento nazionale, istruzione popolare in occasione di un opuscolo pubblicato nell'Umbria da un preteso prete galantuomo – Roma Civ. Cattolica 1861, opuscolo di pp. 48
- Il Sillabo di S. S. Pio Papa IX esposto in forma di catechismo dal P. Serafino Sordi della Compagnia di Gesù – Verona, Vigentini e Franchini 1865 pp. 124 (pubblicato dopo la sua morte)

### Opere attribuite a Serafino Sordi
- Saggio intorno alla dialettica e alla religione di Vincenzo Gioberti – Piacenza, Tedeschi 1846 Una proposta al Clero Italiano. Ragionamenti sul Gesuita Moderno – Torino, Castellazzo e De Gaudenzi 1849, pp. 7
- La scomunica: Nel Messaggero di Modena, luglio 1849
- Lettera sull'Austria, Bergamo 1849
- Dottrine di S. Alfonso dei Liquori difese contro le impugnazioni del Sig. Abate Rosmini – Monza 1850

### Opere di P. Serafino Sordi pubblicate nel 1900
- Ontologia, pubblicata da P. Dezza nel 1941
- Theologia naturalis, pubblicata da P. Dezza nel 1945
- Manuale di logica classica, pubblicato da D. Pesce nel 1967

### Opere inedite riportate da P. Dezza nel libro “Alle origini del Neotomismo”
- Ethica generalis et specialis
- Psicologia
- Trattato sull'origine delle idee
- Dissertazione sulla materia e sulla forma
- Dissertazione sull'evidenza
- Osservazioni intorno alla filosofia a noi prescritta da S. Ignazio
- Esortazioni al clero (presso don Ballerini – PC)